# NGC 5375
NGC 5375 este o liner situată în constelația Câinii de Vânătoare. A fost descoperită în 16 mai 1784 de către William Herschel. Se află la o distanță de 37,3 de megaparseci de Pământ.